# Ганс Штурм
Ганс Штурм (нім. Hans Sturm, 3 вересня 1935, Шенау-ан-дер-Кацбах — 24 червня 2007, Кельн) — німецький футболіст, що грав на позиції нападника за «Кельн» та «Вікторію» (Кельн), а також національну збірну ФРН.

## Клубна кар'єра
Народився у місті Шенау-ан-дер-Кацбах (нині — польське місто Свежава).
У дорослому футболі дебютував 1955 року виступами за команду «Кельн», в якій провів дванадцять сезонів, взявши участь у 316 матчах чемпіонату.  Більшість часу, проведеного у складі «Кельна», був основним гравцем атакувальної ланки команди.
Завершив ігрову кар'єру у команді «Вікторія» (Кельн), за яку виступав протягом 1967—1971 років.

## Виступи за збірну
1958 року дебютував в офіційних матчах у складі національної збірної ФРН. Здебільшого залучався до лав національної команді як гравець запасу, утім був включиений до її заявок на чемпіонат світу 1958 року у Швеції та чемпіонат світу 1962 року у Чилі. На кожній із цих світових першостей провів по одній грі.
Загалом протягом кар'єри у національній команді, яка тривала 5 років, провів у її формі 3 матчі.
Помер 24 червня 2007 року на 72-му році життя у Кельні.